# Laurent Husson
Pas d'image ? Cliquez ici

a Compétitions nationales et continentales officielles uniquement.

Laurent Husson, né le 23 février 1959 à Toulouse, était un joueur de rugby à XV français qui a évolué au poste d'ailier avec le Stade toulousain et le Football club villefranchois.A ce jour, il est professeur de sport en fin de carrière au collège Anatole France à Toulouse.

## Biographie
Son père, Georges Husson, est joueur de rugby à XV au Stade toulousain et Lourdes avant de devenir un joueur de rugby à XIII à Carcassonne et Albi, international français ayant pris part à la Coupe du monde 1957.

## Carrière
- 1978-1988 : Stade toulousain

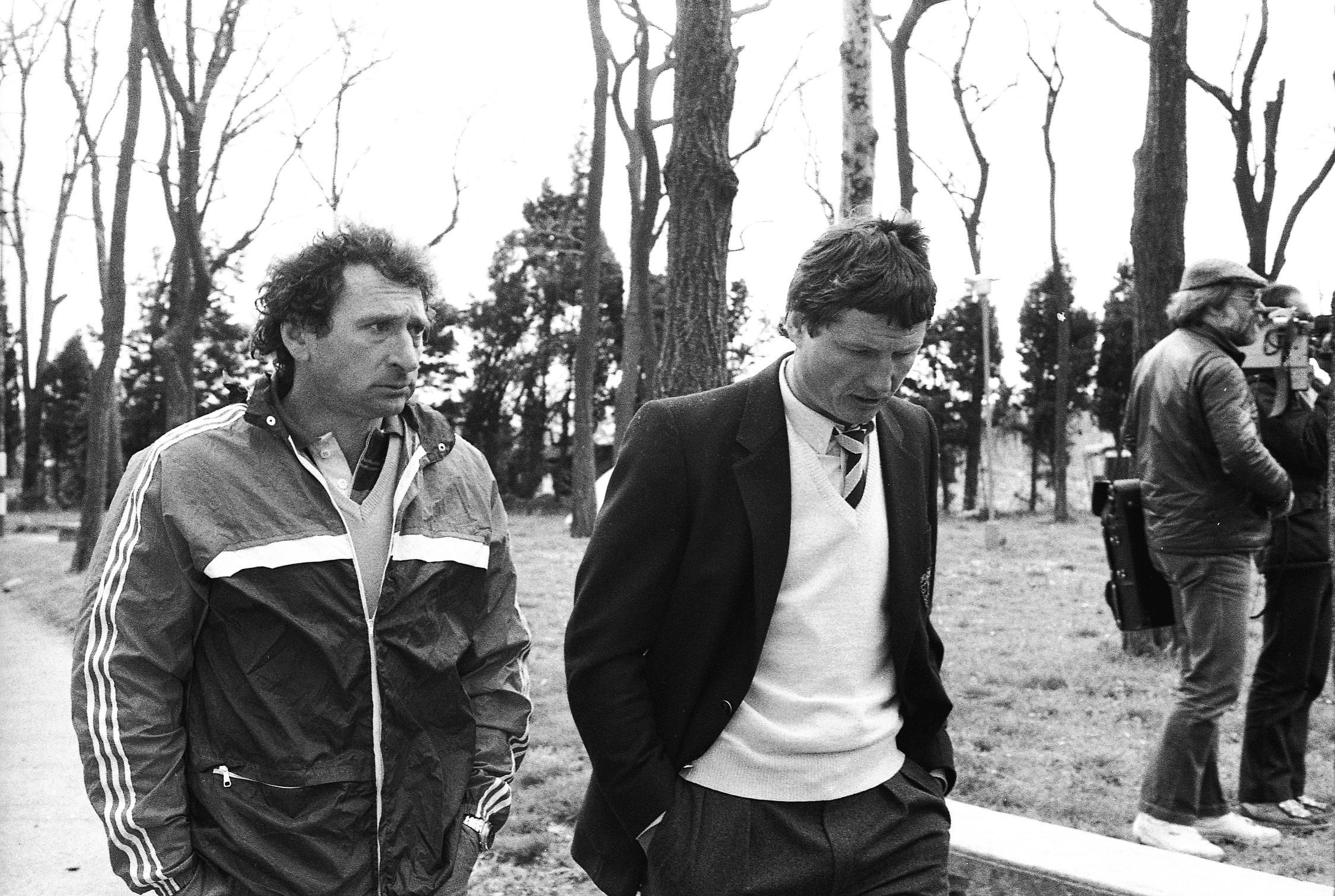
Pierre Villepreux et Jean-Claude Skrela, entraîneurs de Laurent Husson de 1983 à 1989.

- 1988-1993 : Football club villefranchois

Il exerce la profession de professeur d'EPS à côté de sa carrière de joueur de rugby.

## Palmarès
- Championnat de France de première division :
  - Champion (2) : 1985 et 1986
  - Vice-champion (1) : 1980
- Challenge Yves du Manoir :
  - Finaliste (1) : 1984
- Coupe de France :
  - Vainqueur (1) : 1984
- Bouclier d'automne :
  - Vainqueur (1) : 1981
- International universitaire, militaire, trois sélections françaises All Black 1981, Argentine 1983, Maoris 1991